# Etmopterus brachyurus
 Etmopterus brachyurus  ist eine Art der Gattung Etmopterus innerhalb der Laternenhaie (Etmopterinae; auch als Familie Etmopteridae eingestuft). Das Verbreitungsgebiet dieser Art ist auf Teile des Pazifiks begrenzt.

## Aussehen und Merkmale
Etmopterus brachyurus erreicht eine Körperlänge von etwa 24 bis 28 Zentimetern bei den Weibchen und etwa 50 Zentimetern bei den Männchen, die bekannte Maximallänge liegt bei 67 Zentimetern. Er hat einen für die Laternenhaie typischen langgestreckten Körper mit einem langen und zugleich breiten und oberseits abgeflachten Kopf sowie einem vergleichsweise kurzen Schwanz. Die Körperfarbe ist einheitlich dunkelbraun bis schwarzbraun mit einer etwas dunkleren Bauchseite mit auffälligen Zeichnungen am Bauch und den Flossen. Die Haut ist relativ rau und mit auffälligen Reihen hakenförmiger Dentikel bestückt, die vom Kopf bis zur Schwanzspitze reichen. Außerdem besitzt er die für die Laternenhaie typischen Leuchtorgane an der Bauchseite.
Er besitzt keine Afterflosse und zwei Rückenflossen mit den ordnungstypischen Stacheln vor den Rückenflossen. Die erste Rückenflosse beginnt weiter hinter den Brustflossen und ist kleiner als die zweite. Der zweite Dorn ist lang und leicht gebogen. Wie alle Arten der Familie besitzen die Tiere fünf Kiemenspalten und haben ein Spritzloch hinter dem Auge.

## Verbreitung

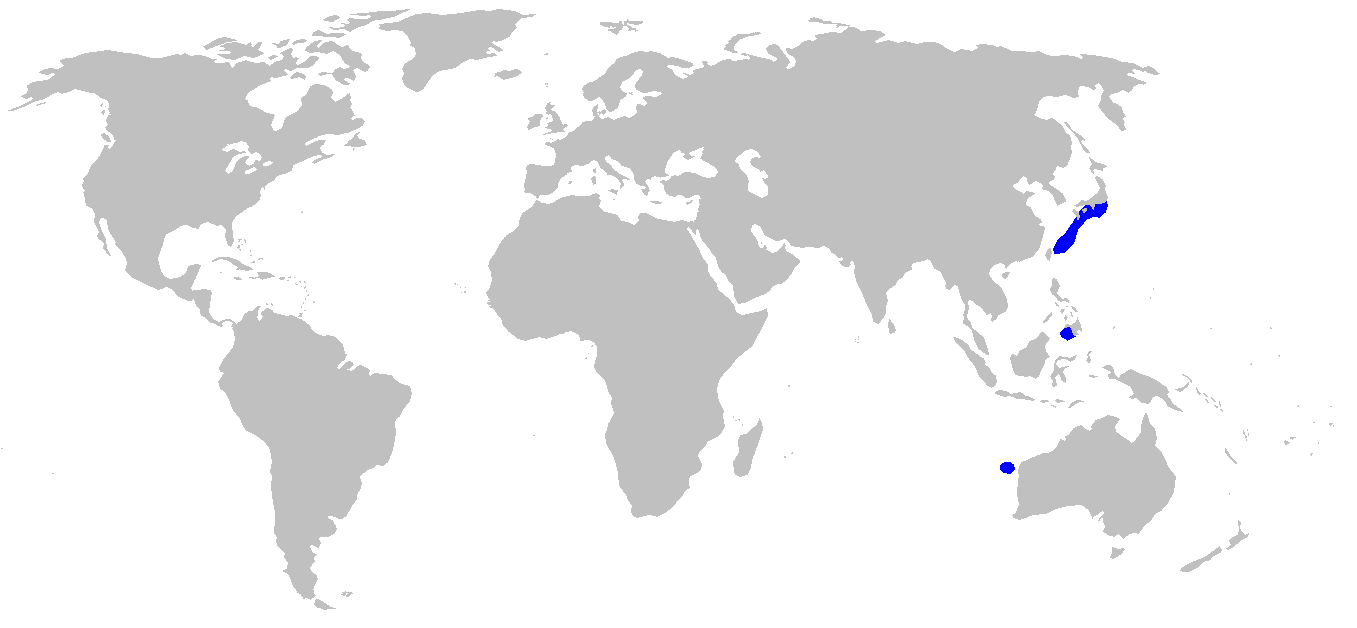
Nachweisgebiete (blaue Markierungen) von Etmopterus brachyurus: Die Funde aus dem Südpazifik sind möglicherweise anderen Arten zuzuschreiben.

Das Verbreitungsgebiet von Etmopterus brachyurus ist auf den westlichen Pazifischen Ozean begrenzt, Funde stammen aus der Region um Japan, die Philippinen und Australien. Dabei wird teilweise angenommen, dass die Tiere aus dem südlichen Pazifik einer oder zwei anderen Arten zuzuschreiben sind.

## Lebensweise
Etmopterus brachyurus lebt am Boden auf dem Kontinentalschelf in Tiefen von bis 481 Metern. Wie andere Haie ernährt er sich räuberisch, wahrscheinlich von kleineren Fischen und wirbellosen Tieren. Über seine Lebensweise liegen nur wenig Daten vor.
Er ist wie andere Arten der Ordnung lebendgebärend (ovovivipar).

## Gefährdung
Etmopterus brachyurus ist in der Roten Liste der IUCN aufgrund fehlender Daten nicht in eine Gefährdungskategorie aufgenommen und wird als „data deficient“ eingestuft. Er hat als Speisefisch keine Bedeutung und wird entsprechend nicht gezielt befischt.

## Belege
1. 1 2  Etmopteridae: Lantern sharks. In: Compagno et al. 2004
2. 1 2 3  Etmopterus brachyurus. In: Compagno et al. 2004, S. 95–96
3. ↑  Etmopterus brachyurus auf Fishbase.org (englisch)
4. ↑  Etmopterus brachyurus in der Roten Liste gefährdeter Arten der IUCN 2015. Eingestellt von: McCormack, C., Tanaka, S. & Kyne, P.M., 2015. Abgerufen am 29. Juli 2018.